# Helmut Mezler-Andelberg

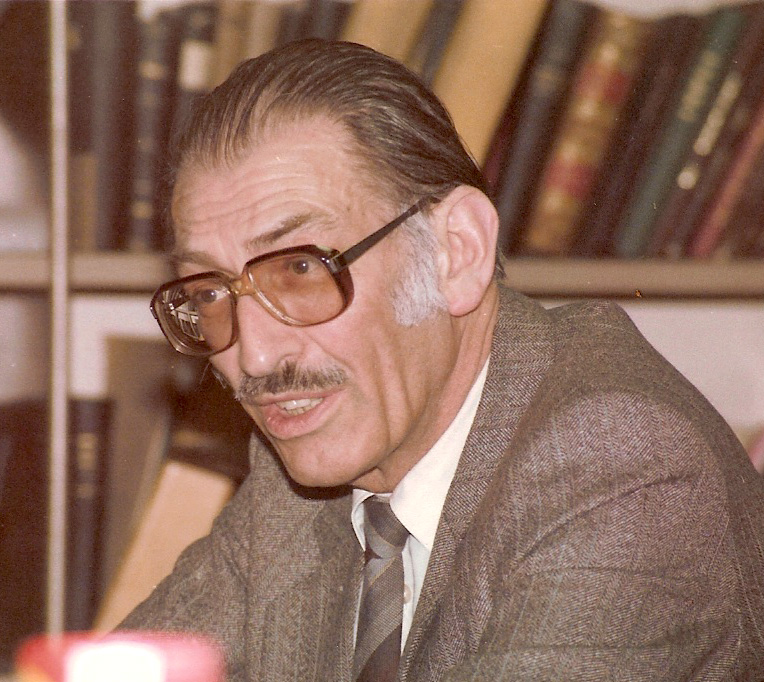
Helmut Mezler-Andelberg 1986

Helmut Jodok Mezler-Andelberg (* 8. November 1923 in Selzthal, Steiermark, Österreich; † 21. September 2002 in Graz) war ein österreichischer Historiker, Universitätsprofessor für Österreichische Geschichte und Leiter der Abteilung für geschichtliche Landeskunde und vergleichende Europäische Rechtsgeschichte am Institut für Geschichte der Karl-Franzens-Universität in Graz.

## Leben
Sein Vater, Harold Mezler-Andelberg (* 13. November 1896; † 18. April 1975), war Rechtsanwalt und Bürgermeister (1950 bis 1957) in Liezen. Seine Mutter, Margaretha geborene Kipferling (* 10. Juni 1898; † 16. April 1965), unterrichtete als Lehrerin in Volksschulen und unter anderem auch behinderte Kinder. Helmut J. Mezler-Andelberg war in erster Ehe verheiratet mit Ingeborg Haberkorn (* 16. Dezember 1922; † 31. Januar 1981). Im Jahre 1986 heiratete er in zweiter Ehe die Regierungsrätin der österreichischen Bundespolizeidirektion Graz, Irmgard Malischnig (* 1947). Seine Tochter Barbara, geboren 1955 aus erster Ehe, betreibt in Salzburg und Obervellach/Kärnten mit Malereien und Puppen-Kreationen ein Kunsthandwerk.
Helmut J. Mezler-Andelberg bestand 1942 die Matura in Graz. Im selben Jahr wurde er von der Wehrmacht einberufen; krankheitshalber aber zunächst vor dem Kriegseinsatz zurückgestellt. Er begann mit dem Studium der Germanistik und Geschichte, das er nach einigen Unterbrechungen 1952 mit der Promotion zum Dr. phil. bei seinem Doktorvater Heinrich Appelt (1910–1998) an der Karl-Franzens-Universität in Graz abschloss.
Zu seinen ihn prägenden Lehrern und ihn begleitenden wissenschaftlichen Kollegen während seiner Lehrtätigkeit zählten die Historiker Karl Eder (1889–1961), Walther Kienast (1896–1985), Hans Pirchegger (1875–1973), Mathilde Uhlirz (1881–1966) und der Literaturhistoriker Karl Konrad Polheim (1927–2004), der Philologe Leo Jutz (1889–1962) sowie der österreichische Historiker Hermann Wiesflecker (1913–2009).
Bereits 1943 erhielt Mezler-Andelberg einen erneuten Einberufungsbefehl der deutschen Wehrmacht. Nach Einsätzen in Italien und dem ehemaligen Jugoslawien wurde Mezler-Andelberg verwundet ins Lazarett Cilli eingeliefert. Danach arbeitete er als Sanitäter in Lienz, bevor er in Kriegsgefangenschaft kam (1945).
Mezler-Andelberg arbeitete in den Jahren 1947 bis 1955 als wissenschaftliche Hilfskraft am Historischen Seminar der Karl-Franzens-Universität. 1955 wurde er zum Universitätsassistenten am Historischen Institut der Karl-Franzens-Universität in Graz ernannt. 1965 habilitierte sich Mezler-Andelberg für das Fach Österreichische Geschichte mit besonderer Berücksichtigung der historischen Landeskunde und Landesgeschichte an der Karl-Franzens-Universität in Graz. 1970 wurde ihm der Titel eines Extraordinarius, ao. Professor, damals neuen Typs, verliehen. Sein Forschungsschwerpunkt und zahlreiche Publikationen galten der Kirchengeschichten Innerösterreichs, insbesondere Rechtsverhältnisse kirchlicher Institutionen im Mittelalter, Probleme der Reformation und der Gegenreformation besonders in der Steiermark. Patrozinienkunde und Heiligenverehrung. Im Jahr 1973 wurde Mezler-Andelberg zum außerordentlichen Universitätsprofessor am Historischen Institut der Philosophischen Fakultät der Karl-Franzens-Universität in Graz ernannt. Gleichzeitig übernahm er die Leitung der neu gegründete Abteilung für Historische Landeskunde und Landesgeschichte der Lehrkanzel für Österreichische Geschichte.
Zudem war Mezler-Andelberg von 1961 bis 2002 Mitglied der Historischen Landeskommission für Steiermark. Von 1974 bis 1984 engagierte er sich als Ständiger Referent für die Berufsreifeprüfungen an der Universität Graz. 1974 wurde er Mitglied der Grazer Altstadt-Sachverständigen Kommission. In den Jahren 1976 bis 2002 leitete der Wissenschaftler die Regestenabteilung der Historischen Landeskommission, mit hervorragendem Anteil an den Regesten des Herzogtums Steiermark. Ende des Jahres 1987 trat Mezler-Andelberg in den Ruhestand. Er starb im Jahre 2002 im Alter von 79 Jahren an Nierenversagen und an den Folgen von schwerem Diabetes mellitus, der ihn seit seiner Kindheit begleitet hatte. Er wurde auf dem St. Peter-Stadtfriedhof zu Graz beigesetzt.

## Schriften
Mezler-Andenberg war sowohl Autor als auch Herausgeber mehrerer historischer Werke und Schriften:
- Beiträge zur Geschichte der Rechtsstellung der steirischen Klöster, vornehmlich im 12. Jahrhundert. masch. phil. Diss. Graz 1952.
- Das überzeitliche Österreich. Festrede beim Akademischen Festakt zum Nationalfeiertag am 27. Oktober 1971 an der Universität Graz. Graz 1972 (= Grazer Universitätsreden, 8).
- (Hrsg.): Festschrift K. Eder zum siebzigsten Geburtstag. Innsbruck 1959.
- (Hrsg.): Zwischen Spätmittelalter und Reformationszeit. Der steirische Pfarrer Dr. Jakob Radkersburger, Hofkaplan Kaiser Maximilians I.(1480–1540). Innsbruck 1960.
- (Hrsg.): Der steirische Landeshauptmann Siegmund von Dietrichstein (1480–1533). Beiträge zu seiner Biographie von Karl Eder. Graz 1963 (= Forschungen zur geschichtlichen Landeskunde der Steiermark, 21).
- (Hrsg. et al.): Stift Rein 1129–1979. 850 Jahre Kultur und Glaube. Festschrift zum Jubiläum. Rein 1979.
- (Hrsg. gem. mit Walter Höflechner und Othmar Pickl): Domus Austriae. Eine Festgabe: H. Wiesflecker zum 70. Geburtstag. Graz 1983.
- (Hrsg. im Auftrag der HLK): Regesten des Herzogtums Steiermark. Band 1,2. Graz 1985 (= Quellen zur geschichtlichen Landeskunde der Steiermark, 7).
- (Hrsg. gem. mit Herwig Ebner, Walter Höflechner, Paul W. Roth und Hermann Wiesflecker): Festschrift Othmar Pickl zum 60. Geburtstag. Graz 1987.
- (Hrsg.): Neue Chronik zur Geschichte und Volkskunde der innerösterreichischen Alpenländer. Beilage zur Südost-Tagespost, Graz 1952–1962.
- Ca. 80 Aufsätze vornehmlich zu den Themenbereichen Kirchengeschichte, Landesgeschichte, Patrozinienkunde und Rechtsgeschichte. Zum Teil wieder publiziert in: Kirche in der Steiermark. Gesammelte Aufsätze von Helmut J. Mezler-Andelberg. Forschungen zur europäischen und vergleichenden Rechtsgeschichte. Wien/Köln/Weimar 1994, ISBN 3-205-05333-8.
- Helmut Mezler: Caesar, Aquilin Julius. In: Neue Deutsche Biographie (NDB). Band 3, Duncker & Humblot, Berlin 1957, ISBN 3-428-00184-2, S. 87 f. (Digitalisat).
- H. J. Mezler-Andelberg: Raab von Raabenau Karl. In: Österreichisches Biographisches Lexikon 1815–1950 (ÖBL). Band 8, Verlag der Österreichischen Akademie der Wissenschaften, Wien 1983, ISBN 3-7001-0187-2, S. 357.
- H. J. Mezler-Andelberg: Rechbauer Karl. In: Österreichisches Biographisches Lexikon 1815–1950 (ÖBL). Band 9, Verlag der Österreichischen Akademie der Wissenschaften, Wien 1988, ISBN 3-7001-1483-4, S. 3 f. (Direktlinks auf S. 3, S. 4).
- 130 Rezensionen in wissenschaftlichen Zeitschriften

## Auszeichnungen
- 1988 Verleihung der Pro-Meritis-Medaille von der Karl-Franzens-Universität Graz, für große Verdienste um Lehre und Forschung und langjährige Tätigkeit als ständiger Referent für die Berufsreifeprüfung
- 1989 Verleihung des Großen Goldenen Ehrenzeichens des Landes Steiermark

## Sekundärliteratur
- Würdigung im Sonderdruck anlässlich der Hochschulwochen in Feldkirchen im Jahre 1992 von Kulturverein Feldkirchen, Kärnten „Alt-Feldkirchen“.
- Festschrift Helmut J. Mezler-Andelberg; Forschungen zur Landes- und Kirchengeschichte. Herausgeber Institut für Geschichte der Karl-Franzens-Universität, Graz 1988.